# نهر تشابمان
نهر تشابمان هو نهر يقع في منطقة الغرب الأوسط بغرب أستراليا.